# Улица Постышева (Иваново)
У́лица По́стышева — улица города Иванова. Начинается во Фрунзенском районе и после пересечения с Лежневской улицей проходит по Ленинскому району. Начинается от Московской улицы и идёт в восточном направлении до 4-й Газетной улицы. Является продолжением улицы Маяковского. В свою очередь её продолжением является улица Куконковых. Пересекается с улицами: Московская, Малая Московская, Лежневская, Бубнова, 2-я Запрудная, Мопровская, Плетневая, 4-я Газетная.

## Происхождение названия
Первоначально называлась Шуйской. Название известно с XVIII века. Отсюда начиналась дорога в город Шуя. В 1896 году была переименована в Боголюбовскую. В 1927 году переименована в Большую Кохомскую по направлению в город Кохма. Современное название получила в 1962 году в честь Постышева П. П. (1887—1939) — партийного и государственного деятеля советского режима, одного из организаторов политических репрессий 1937—1938 гг.

## Архитектура
Основную часть застройки составляют одноэтажные, жилые дома. В районе 3-й городской больницы имеются многоквартирные, высотные дома.
На улице располагаются:
- Городская больница № 3 (с поликлиникой).
- Администрация Ивановского района.
- Ивановский районный суд Ивановской области.

## Транспорт
Улица является важной транзитной магистралью, связывающий Иваново с Кохмой, Шуей и далее Нижним Новгородом.
- Троллейбусы: 2, 3, 4, 6 (до г. Кохма), 8.[2]
- Маршрутное такси: 2, 37, 39

## Фотографии

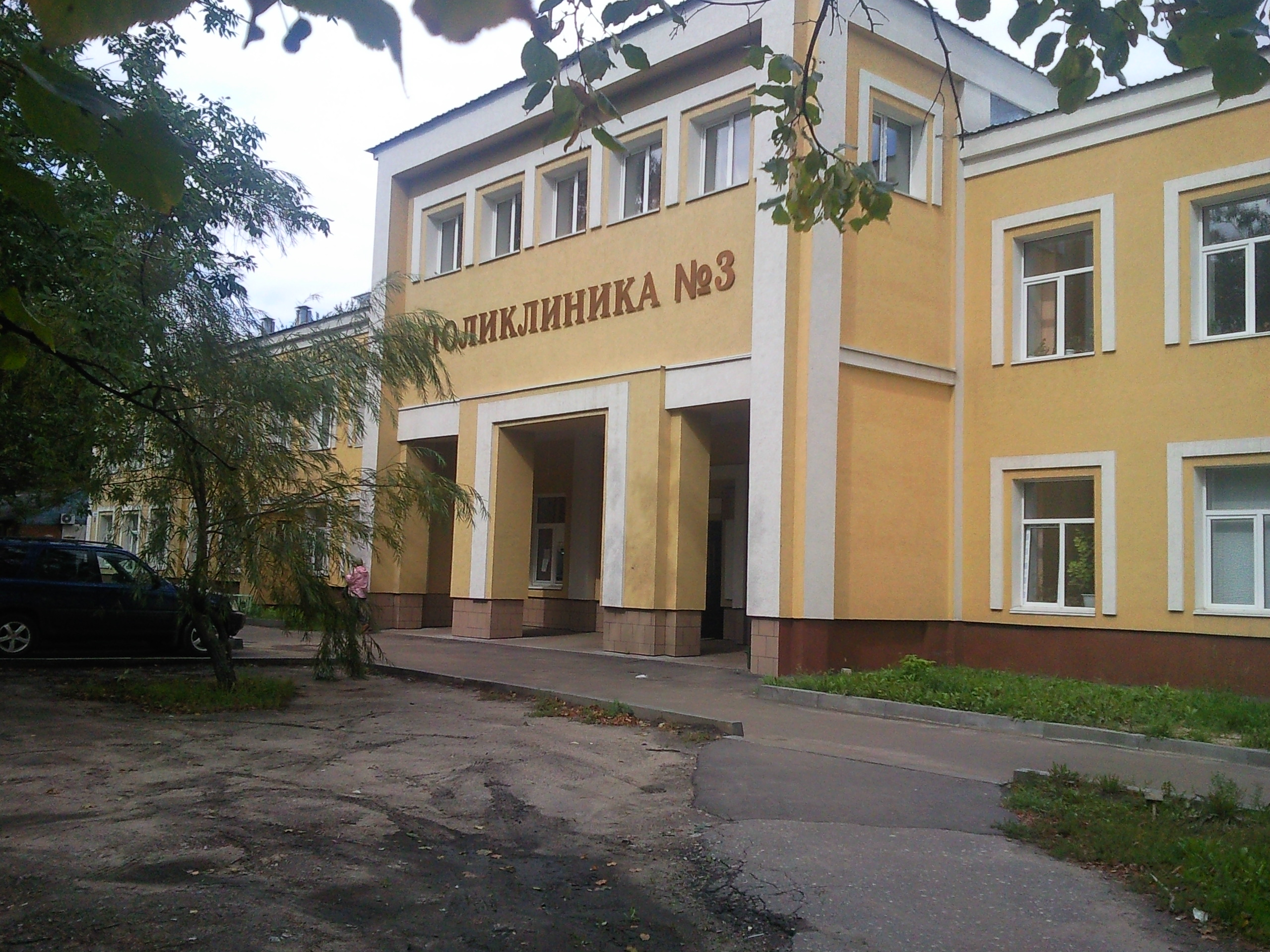
Городская больница № 3
В районе улицы Бубнова